# Sauté Marengo
 (avril 2018).
Le sauté Marengo est une préparation culinaire à base de viande et d’une sauce aux tomates et oignons.

## Origine du nom
Marengo est un village de l'Italie du Nord dans le Piémont. Napoléon Bonaparte y remporte une victoire en 1800.
La bataille fait rage toute la journée le 14 juin 1800. La victoire de Bonaparte et de ses généraux réveille l'estomac du premier Consul. Le cuisinier Dunant est embarrassé car l'avance des troupes françaises l'a isolé des fourgons de ravitaillement. Utilisant tous les produits à sa disposition, il rassemble du poulet, des tomates, de l'ail, du persil vert. Il fait sauter le poulet avec de l'huile d'olive et ajoute progressivement les aliments qu'il a trouvés.

## Recette
Il existe différentes recettes : « sauté de veau Marengo » ou « veau Marengo », « poulet sauté Marengo », « poulet à la Marengo ».
C'est un ragoût à brun qui est constitué de petit morceaux d'épaule de veau. Ses morceaux sont colorés à l'huile d'olive et au beurre, puis cuits longuement dans une sauce tomate à couvert au four. 
Le ragoût est servi avec une garniture d'oignons grelots glacés à brun, de champignons de Paris escalopés sautés et de croûtons de pain de mie, frits.

## Appellations
- À la marengo (1815 par le cuisinier Dunant)
- Marengo (1859)
- Plat préparé à la Marengo (1891)
- Sauté de veau à la Marengo (1891)
- Friteau de poulet à la Marengo (1815, par le cuisinier Carême)
- Ris de veau à la Marengo (1820, par le cuisinier Viard)
- Lapereau à la Marengo (1820, par le cuisinier Viard)
- Poularde à la Marengo (1820, par le cuisinier Viard)
- Poulet sauté Marengo (1859, par le cuisinier Reculet)